# La mujer de Judas (telenovela mexicana)
La mujer de Judas é uma telenovela mexicana produzida por María del Carmen Marcos e exibida pela Azteca entre 16 de janeiro e 31 de agosto de 2012. 
Baseada na telenovela venezuelana La mujer de Judas, produzida pela RCTV em 2002. 
Foi protagonizada por Anette Michel, Víctor González e Andrea Martí e antagonizada por Marta Verduzco, Geraldine Bazán, Daniel Elbittar e Ana María González.

## Sinopse
Tudo começou em 3 de janeiro de 1988 em Xico, Veracruz, Altagracia Del Toro se preparava para se casar com o grande amor de sua vida, mas ela estava envolvida no assassinato do padre Sebastián Castellanos, naquela mesma noite o povo da cidade entrou na igreja e encontra Altagracia no chão com o vestido de noiva coberto de sangue, segurando a cabeça do padre Sebastián e ao lado dele a figura da estátua de San Judas Tadeo despedaçada, Altagracia é enviada para a prisão acusada do crime desencadeado.
23 anos se passaram: Natalia Leal cresceu viajando com sua mãe Juaca pelo deserto no caminhão "El aventurero". Natália é uma pessoa empreendedora e versátil que consegue dar conta de muitos objetivos à sua disposição, é apaixonada por lendas, principalmente quando se trata de ser mexicana. Assim, na internet, ele descobre a lenda de "La Mujer de Judas" e o crime passado e não hesita em ir a Xico para investigar os mistérios daquela cidade e perguntar a Salomón Salvatierra sobre a cidade.
A chegada da garota coincide com a libertação de Altagracia, o encontro dos seis amigos na cidade, o retorno de Julián Morera que traiu Del Toro e também com o primeiro ataque contra ele. Altagracia voltou para a cidade pronta para recuperar tudo o que lhe pertence, mas as coisas não serão tão fáceis para ela, já que todos na cidade a rejeitam e a apelidam de "La Mujer de Judas" e como se isso não bastasse, sua casa e a cervejaria "Del Toro" está agora nas mãos de Salomón Salvatierra, filho do sócio de seu pai, Juan Vicente del Toro, que vendeu as ações, que não está disposto a permitir que Altagracia tire o que conseguiu arrecadar com tanto esforço .
Após este caso, Julián Morera é a primeira vítima a ser assassinada, desencadeia-se uma série de assassinatos que começam a ocorrer na cidade, cujo assassino é uma mulher que se veste de noiva e sai à noite pronta para matar, todos começam a ser suspeito Natalia, Salomón e muitos amigos que se juntam, vão investigar esses eventos arrepiantes e não vão descansar até descobrirem quem é "A Mulher de Judas" e o rosto que está escondido atrás do véu de noiva. 
Salomón está noivo de Emma Balmori, uma executiva brilhante e bonita, mas egoísta, frívola e manipuladora.Ao conhecer Natalia, a curiosidade os une e eles começam a se apaixonar. Isso desencadeia a fúria e a inveja de Emma, que em cumplicidade com Alirio Agüero Del Toro, que não só é como seu amigo, mas também seu amante, não descansarão para separá-los.
Um segredo obscuro gira em torno de seis amigos: Altagracia, Joaquina "Juaca" Leal, Galilea Batista, Ricarda Araujo, Refugio "Cuca" Agüero Del Toro e Narda Briseño, que juraram esconder o segredo mais privilegiado sobre a joia de "San Judas Tadeo". e onde todos são suspeitos de serem "La Mujer de Judas", além de muitos personagens da cidade que se mencionam no decorrer da trama para descobrir quem está por trás do véu de "La Mujer de Judas".

## Elenco[4]
- Anette Michel - Altagracia Del Toro Callejas
- Víctor González - Salomón Salvatierra Cosio
- Andrea Martí - Natalia Leal / Natalia Castellanos Del Toro
- Geraldine Bazán - Emma Balmori
- Daniel Elbittar - Alirio Agüero Del Toro Bello / Alirio Morera Bello
- Marta Verduzco - Doña Berenice Callejas Vda. de Del Toro †
- Marta Mariana Castro - Joaquina "La Juaca" Leal
- Betty Monroe - Galilea Batista / Galilea Del Toro Batista
- Niurka Marcos - Ricarda Araujo †
- Cecilia Piñeiro - Narda Briseño †
- Claudia Marín - Refugio "Cuca" Bello de Agüero Del Toro †
- Mauricio Islas - Simón Castellanos Rojas
- Javier Gómez - Marcos Rojas / Marcos Castellanos Rojas †
- Omar Fierro - Bruno Cervantes Lara †
- Sergio Kleiner - Buenaventura Briseño †
- Álvaro Guerrero - Casimiro Agüero Del Toro
- Mauricio Aspe - Ernesto Yúñez
- Ana María González - Irene
- Elvira Monsell - Úrsula Manzur †
- Juan Vidal - Leoncio Manzur
- Regina Murguía - Cordelia Manzur Araujo / Ricarda Araujo (jóven)
- Guillermo Quintanilla - Servando Sanchez
- Claudine Sosa - Dulce de Sanchez
- Melissa Barrera - Zulema "Zulamita" Sanchez
- Payín Cejudo - Santia Garcia
- Israel Cuenca - Ismael Agüero Del Toro Bello
- Ramiro Delelis - Francisco "Pancho" Cañero
- Iván Esquivel - René Muzquiz Samaniego
- Paloma Quezada - Priscila Sosa †
- Victor Civeira - Comandante Romero
- Nubia Martí - Maricruz Balmori †
- Pedro Mira - Julián Morera †
- Romina Castro - Dra. Carmen Vazquez
- Ligia Escalante - Concepción "Chencha" Pérez
- Simón Guevara - Fonsi
- Metzli Adamina - Honoria Santos
- Ana Elía García - Mercedes "Meche" Flores
- María Luisa Garza - Laila Robles †
- Gregory Kauffman - Jean Michell P´atulan †
- Vampiro - El Dragón †
- Fernando Sensores - Rodrigo
- Tamara Fascovich - Paulina
- Palmeira Cruz - Enfermeira
- Irene Arcila - Josefa de Montes de Oca
- Jose Eduardo - Carlos Cervantes
- Fidel Garriaga - Grafólogo †
- Margarita Gralia - Lucrecia De Sosa (actuación especial)
- Fania Barrón - Susana Rodríguez
- Luis Cárdenas - Juan Vicente Del Toro †
- Marta Aura - Catalina Rojas Vda. de Castellanos †
- Miguel Sánchez - Padre Sebastián Castellanos Rojas †

## Versões
- La mujer de Judas (2002) - uma telenovela venezuelana produzida pela RCTV.